# Marcus Urban
Marcus Urban   (Weimar, 1971) és un exfutbolista i activista alemany. Va jugar amb l'equip nacional de futbol juvenil de l'Alemanya de l'Est i al club de segona divisió Rot-Weiß Erfurt a la dècada del 1980 i principis dels 90. Uns quants anys després va sortir de l'armari com un home gai. Ha parlat públicament sobre les dificultats que experimenten els futbolistes gais, i és portaveu i activista en temes de diversitat en l'esport i en el lloc de treball.
Quan era nen, va agafar el cognom del seu padrastre, Schneider, però d'adult el va tornar a canviar pel nom de soltera de la seva mare.
El 2008, el periodista esportiu Ronny Blaschke va publicar una biografia autoritzada d'Urban. Es titula Versteckspieler: Die Geschichte des schwulen Fußballers Marcus Urban.